# Улица Стренчу (Рига)

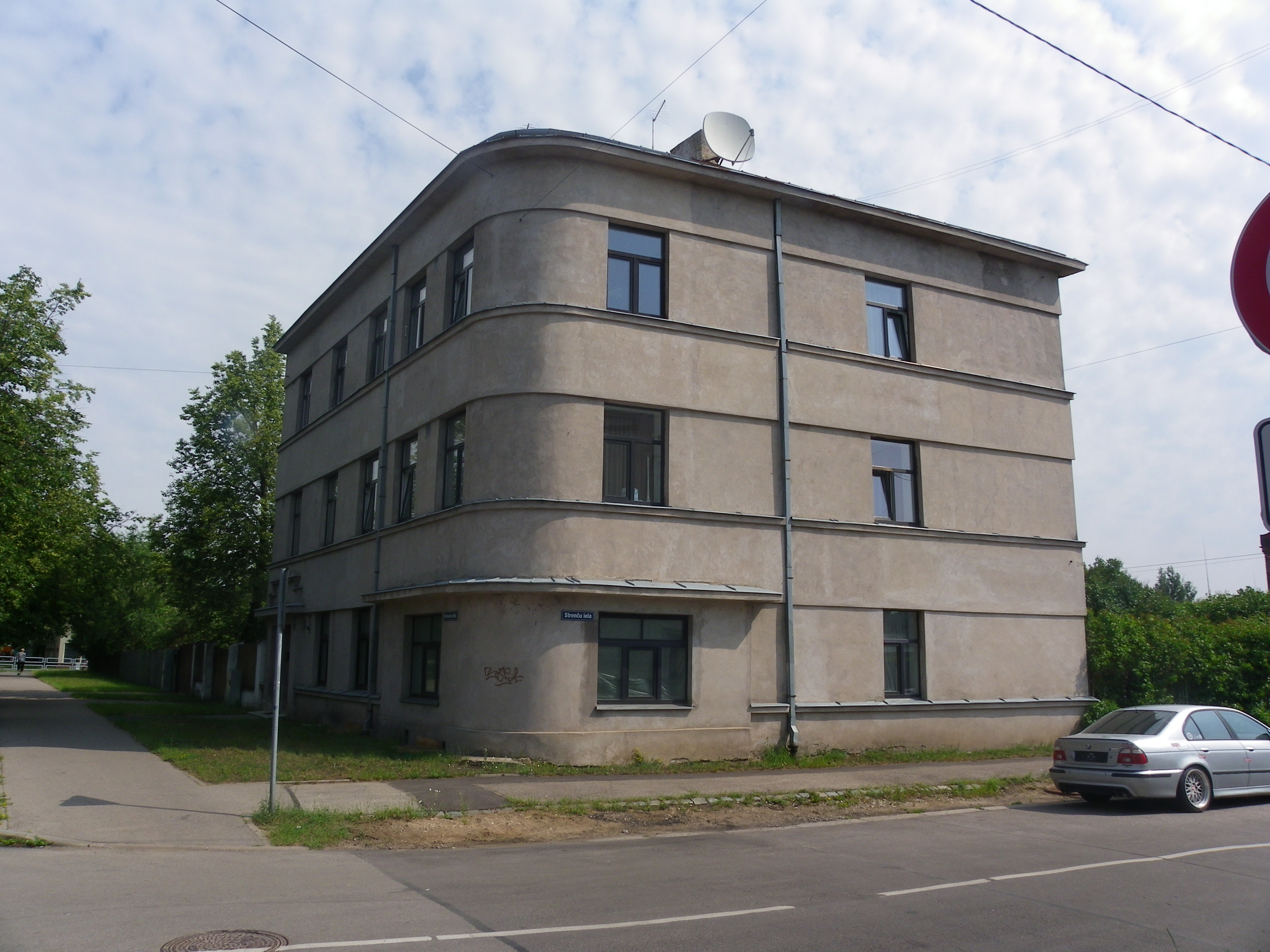
Угловой дом по ул. Пернавас, 75

Улица Стре́нчу (латыш. Strenču iela) — улица в Латгальском предместье города Риги, в историческом районе Авоты. Начинается от улицы Пернавас между домами № 75 и 77, пролегает в восточном направлении и заканчивается тупиком. С другими улицами не пересекается. Общая длина улицы составляет 74 метра.
Проезжая часть улицы Стренчу на всём протяжении асфальтирована, разрешено движение в обоих направлениях. Общественный транспорт по улице не курсирует.

## История
Улица Стренчу впервые упоминается в списке улиц города в 1935 году под своим нынешним наименованием, которое никогда не изменялось. Оно дано в честь старинного города Стренчи в латвийском регионе Видземе.
Наименование улицы в годы немецкой оккупации — нем. Stackelnsche Strasse, сообразно историческому немецкому названию города Стренчи.

## Застройка
Улица полностью сохранила свою первоначальную застройку межвоенного периода, представленную 2- и 3-этажными многоквартирными домами. Наиболее примечательные здания — угловые дома № 75 и 77 по улице Пернавас, построенные также в 1930-е годы в стиле функционализма.
В тупиковой части улицы Стренчу (дом № 5) расположены автомобильные мастерские, небольшие производства и склады.